# Сарно
Сарно (итал. Sarno) — город в Италии, располагается в регионе Кампания, в провинции Салерно.
Население составляет 31 580 человек (на 2004 г.), плотность населения составляет 795 чел./км². Занимает площадь 39 км². Почтовый индекс — 84087. Телефонный код — 081.
Покровителем коммуны почитается Архангел Михаил. Праздник ежегодно празднуется 8 мая.